# Dog Man
Dog Man è un film d'animazione del 2025 della Dreamworks Animation, scritto e diretto da Peter Hastings e basato sulla serie omonima di libri a fumetti per bambini di Dav Pilkey. La pellicola è lo spin-off di Capitan Mutanda - Il film (2017).

## Trama
Un diabolico e crudele gatto arancione di nome Gino terrorizza Ohkay City con vari piani, tra cui piazzare una bomba in un magazzino abbandonato. Il poliziotto Knight e il suo cane Greg tentano di disinnescarla, ma l'esplosione li ferisce gravemente. Due chirurghi uniscono la testa di Greg al corpo di Knight, creando Dog Man, un ibrido che si impegna a salvare il mondo e la città di Ohkay City. Dog Man cattura ripetutamente Gino, ma si sente solo e depresso per la perdita della sua vecchia vita e della sua compagna Alice.
Gino, dopo aver licenziato il suo assistente, si clona per avere un aiutante identico, ma il risultato è un cucciolo di gatto più dolce e innocente: Ginetto. Deluso, Gino lo abbandona, ma Dog Man lo trova e lo adotta. I due sviluppano un forte legame. Intanto, Gino scopre che Ginetto lo vede come una famiglia, il che lo fa sentire in colpa. Usa un robot per rapirlo, ma Ginetto cerca di confortarlo portando suo padre, Grampa, che però si rivela ancora abusivo.
Nel frattempo, Flippy, un malvagio pesce con i poteri della telecinesi, viene rianimato e attacca la città. Gino si allea con Dog Man per fermarlo. Ginetto riesce a redimere Flippy con un fumetto che ritrae tutti come amici. Dog Man salva Petey dal vulcano, sacrificando il suo amato vecchio pallone. Flippy viene arrestato. Gino viene perdonato per il suo aiuto e decide di condividere la custodia di Ginetto con Dog Man, regalandogli un nuovo pallone e iniziando una nuova vita.

## Personaggi e doppiatori
- Greg / Dog Man, doppiato da: Peter Hastings.
- Il Capo, doppiato in originale da: Lil Rey Howery e in italiano da Riccardo Petrozzi.
- Butler, doppiata in originale da: Poppy Liu e in italiano da Marta Gallone.
- Agente Knight, doppiato in originale da: Peter Hastings e in italiano da Massimo Triggiani.
- Lilla Gruvier, doppiata in originale da: Isla Fisher e in italiano da Gemma Donati.
- Seamus, doppiato in originale da: Billy Boyd e in italiano da Ivan Andreani.
- Gino, doppiato in originale da Pete Davidson e in italiano da Pasquale Severino.
- Ginetto, doppiato in originale da Lucas Hopkins e in italiano da Alexander Gusev.
- Nonno, doppiato in originale da Stephen Root e in italiano da Gerolamo Alchieri.
- Flippy, doppiato in originale da Ricky Gervais e in italiano da Gabriele Lopez.

## Distribuzione
Il film è uscito il 30 gennaio 2025 in Italia ed il giorno seguente in Nord America.

## Accoglienza

### Incassi
Il film ha incassato 97970355 $ in Nord America e 47604563 $ nel resto del mondo, per un totale di 145574918 $. In Italia ha incassato 1378289 €.

### Critica
Su Rotten Tomatoes l'81% di 100 critici esprime gradimento per il film, su Metacritic il voto medio di 22 critici è 66/100.